# Грчки Исток и латински Запад
Грчки исток и латински запад су изрази који се користе за разликовање два дијела грчко-римског свијета, посебно источних регија гдје је грчки био lingua franca (Анадолија, Грчка, Балкан, Левант и Египат) и западних дијелова гдје је латински имао ту улогу (Магреб, средња Европа, Галија, Хиспанија, Италија и Британска острва). За вријеме Римског царства постојала је подјела између латинског и грчког говорног подручја; ова подјела је истакнута административним промијенама у структури царства између 3. и 5. вијека, што је на крају довело до успостављања одвојених управа за источну и западну половину Царства.
Након пада западног дијела, pars occidentalis, Царства, изрази „грчки исток” и „латински запад” примјељивали су се на области које су раније биле дио источних или западних дијелова Царства, а такође и областима које су потпадале под грчку или латинску културну сферу, али које никада нису биле дио Римског царства. Ово довело до двије савремене дихотомије. Прва је раскол халкидонског хришћанства који се развио у Европи између западног хришћанства (претече римокатолицизма од којег се одвојио претестантизам 1517) и православља. Друго, Европљани традиционално гледају на грчко-римско Средоземље (које се протеже од Шпаније до Сирије) као на културолошки расцеп Истока и Запада. Културе повезане са историјским Романима, Германима, Скандинавцима, Мађарима, Финцима, Балтима, Келтима, католичким Словенима и историјским западним црквама (средња и западна Европа) традиоционално се сматрају западним; ове културе су усвојиле латински као свој lingua franca у средњем вијеку. Културе повезане са Византијом и Руском Империјом (Грци, православни Словени, Румуни и Грузини) традиционално су се сматрали источним; све ове културе су користиле грчки или црквенословенски као lingua franca током раног средњег вијека.

## У односу на Римско царство
У класичном значењу „грчки Исток” се односи на провинције и клијентске државе Римског царства у којима је lingua franca првенствено био грчки.
Ова регија обухвата цијело грчко полуострво са неким сјеверним дијеловима Балкана, провинције око Црног мора, на Босфору, цијелу Малу Азију (у најширем смислу, укључује и Кападокију и протеже се до Мале Јерменије), Велике Грчке (јужни дио Апенинског полуострва и Сицилија) и остале провинције дуж источне обале Средоземљног мора (Јудеја, Сирија, Киренајка и Египат). Ове римске провинције биле су грчке колоније или државе под грчком влашћу током хеленистичког периода, односно до римских освајања.
На почетку касне антике, с почетком од реорганизације провинција за вријеме Диоклецијана (владао 284—305), концепт грчког Истока развио се тако да стоји у супротности са латинским Западном. Након тога, грчки Исток се односио на горе поменут провинције у којима се говори грчки (након 395. углавном Источном римском царству) за разлику од провинција у западној Европи, Италији (изузев Катепаната у Италију, гдје су још увијек говорили грчки) и сјеверозападна Африка (послије 395. у Западном римском царству).

## У односу на хришћанство
„Грчки Исток” и „латински Запад” су изрази који се такође користе за подјелу халкидонског хришћанства на православне народе источног Средоземља који користе грчки као литургијски језик и католичке народе западне Европе који користе латински као литургијски језик. Овдје се латински Запад односи на регије које су раније биле дио Западног римског царства, нарочито на Италију, Галију, Хиспанију, сјеверозападну Африку и Британију, али и на области које никада нису биле дио Царства, али су касније потпале код културну сферу латинског Запада, као што су Велика Германија, Хибернија (Ирска) и Каледонија (Шкотска). У том смислу, израз „латински” је почео да се односи на литургијски и научни језик западне Европе, пошто многе од ових земаља заправо нису говориле латински.
Израз „грчки” се разликује по начину на који се примјењује. У најужем смислу, послије успона Римског царства примјењује се само на Источно римско царство (Византију). У зависности од аутора, може се примјенити и на:
- Области у којима је грчки био уобичајен научни и литургијски језик током класничког римског доба и раног средњег вијека, укључујући Сирију, Египат, Палестину итд.
- Области које су историјски биле у заједници са (раније византијском) Православном црквом, која укљујуче Русију и већи дио источне Европе, али у великој мјери изузима Египат, Сирију, Јерменију итд. које су се у великој мјери супротставиле утицају Цариграда формирајући оно што се данас назива Црква Истока и Древноисточна црква. Румуни говоре романским језиком, али су углавном православци.
- Подручја која су била под великим културним утицајем Византије, непосредно или посредно, током средњег вијека, укљујући источну Европу и исламски свијет.[а]

Израз „латински” је опстао много дуже као обједињујући израз за Запад, јер је латински језик опстао све до релативно недавно као научни и литургијски језик упркос фрагментацији и вјерским промјенама у западној Европи. Насупрот томе, грчки језик је у арапским земљама изумрло донекле брзо, а православни Словени никада нису у потпуности прихватили језик упркос њиховој дугој вјерској привржености Ромејима/Византинцима.